# Caviar de Kalix

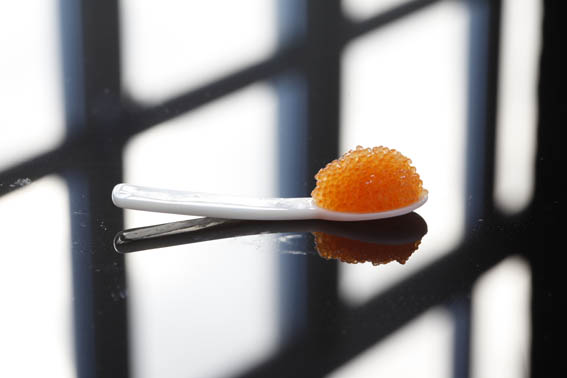
Caviar de Kalix

El  caviar de Kalix es una especialidad culinaria sueca del archipelago de la Bahía de Botnia (Kalix es una ciudad sueca de la Bahía de Botnia). Se trata básicamente de huevas de corégono blanco, pero debido a la gran afluencia en el mar del agua dulce de los ríos suecos, esto ha transformado el sabor de los huevos haciéndolos únicos, por lo que la UE ha concedido al caviar de Kalix la Indicación Geográfica Protegida.
Se suele servir caviar de Kalix en los banquetes reales, y es común en los banquetes del premio Nobel.
El caviar de Kalix es específico de la parte sueca de la Bahía de Botnia. Los ríos de la Laponia sueca son grandes y vierten enormes cantidades de agua dulce en dicha bahía, más de 40 millones de metros cúbicos al año. En el lado finlandés de la bahía, la entrada de agua dulce es más limitada y el fondo es de piedra y poco profundo, por lo cual no es un buen espacio de desove del corégono blanco. El caviar de Kalix es el único producto sueco que tiene la Indicación Geográfica Protegida. 